# Alba López
Alba Purificación López Vila (Andorra la Vieja, Andorra; 26 de noviembre de 1991) es una futbolista andorrana que juega como delantera.

## Biografía
El 1 de julio de 2014, López fue parte del seleccionado nacional femenino de Andorra que jugó su primer partido internacional en el Torneo de Desarrollo de la UEFA celebrado en Gibraltar. El gol de López le dio a Andorra una victoria por 1-0 ante Gibraltar.  En abril de 2015, volvió a anotar cuando Andorra perdió su primer partido oficial válido por la Clasificación para la Eurocopa de 2017, 5-3 ante Malta.